# Pfarrhaus (Nesselwang)

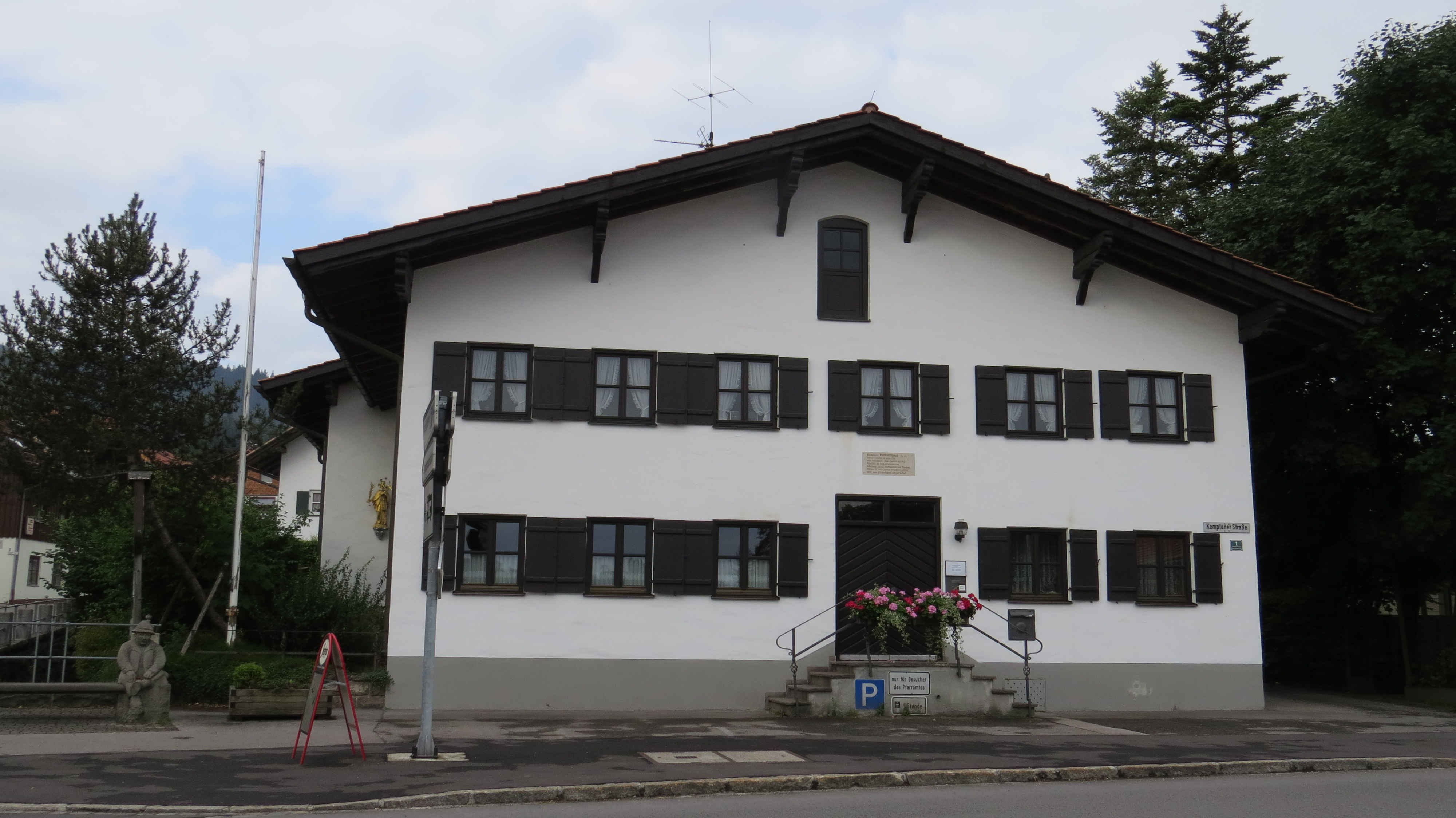
Pfarrhaus in Nesselwang

Das Pfarrhaus in Nesselwang, einer Marktgemeinde im Landkreis Ostallgäu im bayerischen Regierungsbezirk Schwaben, wurde im Kern 1766 errichtet. Das Pfarrhaus an der Kemptener Straße 1/1a, westlich der katholischen Pfarrkirche St. Andreas, ist ein geschütztes Baudenkmal.
Der zweigeschossige Flachdachbau wurde 1978 stark erneuert. An der Straßenseite führt eine Freitreppe zum Hauseingang.